# Oosterse Bos
Oosterse Bos is een buurtschap in de gemeente Emmen, in de Nederlandse provincie Drenthe. Oosterse Bos valt formeel onder de plaats Schoonebeek. Samen met het Middendorp, Kerkeinde en het Westerse Bos vormt deze buurtschap het oorspronkelijke Schoonebeek.

## Monumenten
In Oosterse Bos staan enkele oude Saksische boerderijen die onder Rijksmonumentenzorg vallen. De boerderijen zijn rond het jaar 1800 gebouwd. Oosterse Bos 13 en 15 is één boerderij voor twee gezinnen. Deze boerderij is al generaties lang in het bezit van dezelfde familie. Een groot deel van Oosterse Bos is een beschermd dorpsgezicht.

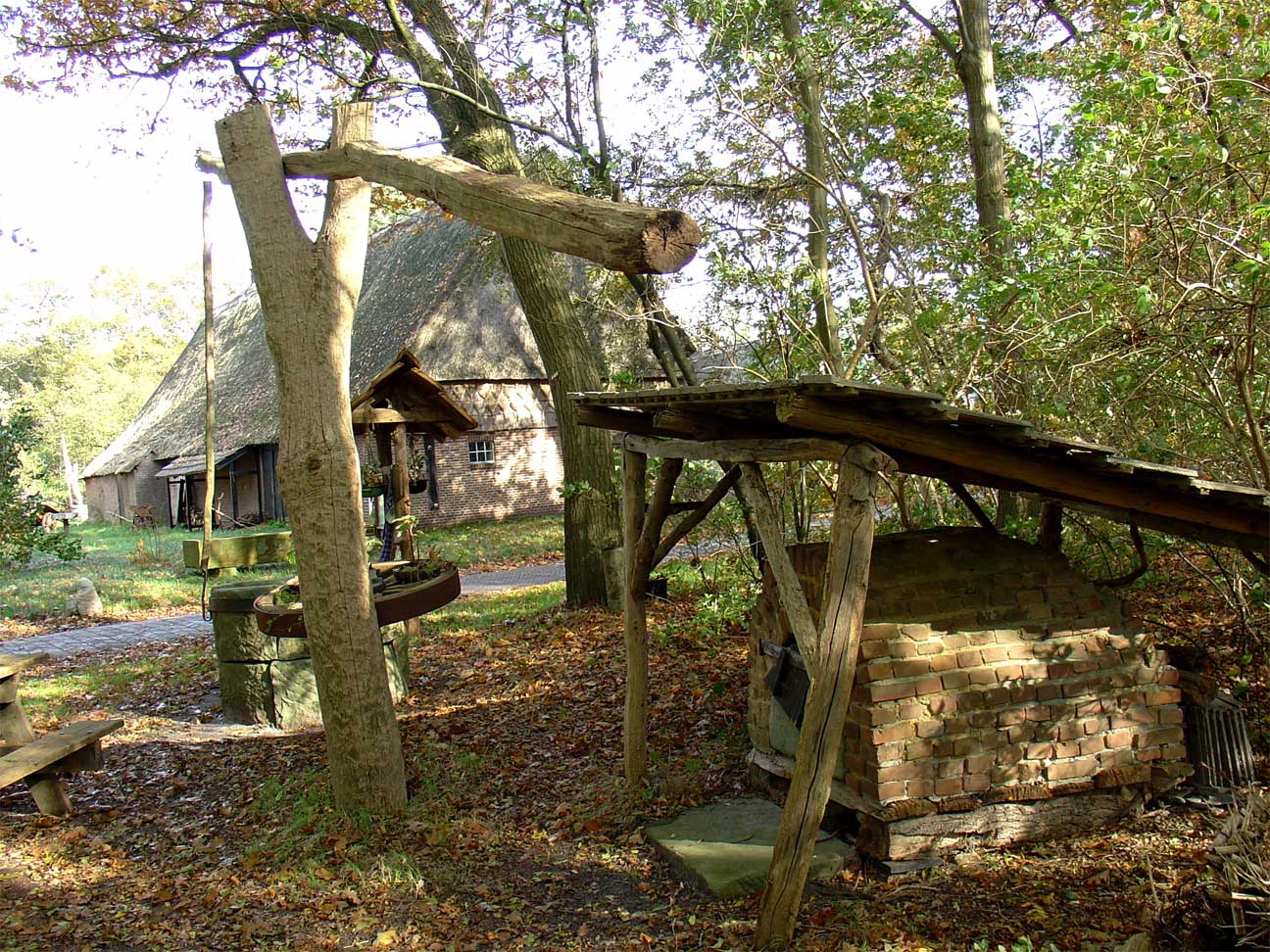
Oosterse Bos anno 2008
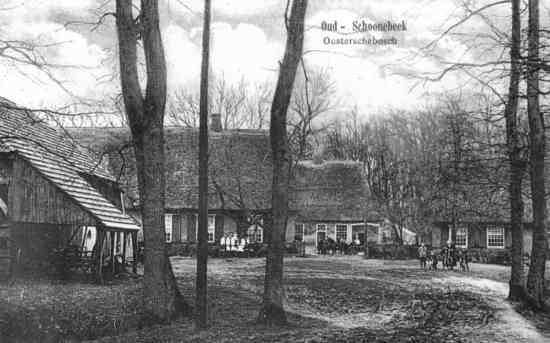
Oosterse Bos anno 1920

Drenthe: Steden en dorpen      Nederland: Provincies · Gemeenten